# An–188
Az An–188 (ukránul: Ан–188) az ukrán Antonov vállalat fejlesztés alatt álló közepes katonai szállító repülőgépe. Az An–70 szállító repülőgépen alapul, lényegében annak négy sugárhajtóművel felszerelt változata.
A projektet 2015-ben mutatták be az 51. Le Bourget-i légiszalonon, de már 2014 novemberében jelentek meg hírek a tervről. A D–27-es légcsavar-ventilátoros hajtóművek helyett a Motor Szics gyártotta D–436–148FM, vagy a fejlesztés alatt álló AI–28-as sugárhajtómű beépítését tervezik, de felmerült külföldi hajtómű alkalmazásának lehetősége is. A gázturbinás változat kifejlesztését az a körülmény is ösztönzi, hogy a D–27-es hajtóműhöz a légcsavar-ventilátort az orosz Aeroszila készíti, az ipari együttműködést viszont az Ukrajna elleni 2014-es orosz agresszió gátolja.
A 140 tonna maximális felszálló tömegű, 40 tonna hasznos terhelésűre tervezett gép az amerikai C–130J–30 és a C–17A között helyezkedne el szállítási kapacitás tekintetében, és ezekkel a paraméterekkel az Airbus A400M konkurense lehet.
Makettjét a törökországi Antalyában az Eurasia–2018 hadiipari kiállításon mutatták be először. Törökország és Ukrajna tárgyalásokat is folytatott a gép közös fejlesztésének és gyártásának a lehetőségéről.